# 虛擬樂團

虛擬偶像團體「Gorillaz」

虛擬樂團（又稱虛擬團體、卡通樂隊、卡通團體，英文：Virtual band）是指在音樂活動中，樂團成員不是真實存在的人，而是由動畫角色構成的音樂團體。

## 解說
真人音樂家和製作人錄製和演奏音樂，而在虛擬樂團相關的媒體中，如音樂專輯、音樂錄影帶和舞台表演等，會突顯動畫化的角色。
一般情況下，虛擬樂團的成員會被列為歌曲的作曲者和演奏者。現場表演更加複雜，需要視覺元素和聽覺元素完美同步。
已音源化的樂團包括許多不同的樂團，如The Archies、Dethklok、Freen in Green、Skeleton Staff和Mistula等。每個樂團為達到所需效果而使用不同的動畫技術和錄音技術，但最常見的技術包括電腦動畫、傳統動畫和主唱混音及操作。
近期，這個術語也被用來描述使用網際網路進行協作的音樂團體，這樣成員就無需身處同一地點即可演奏音樂。

## 來源
1. ↑  . virtualhumans. 2021-06-21  [2024-01-26]. （原始内容存档于2024-01-26） （英语）.